# Claus Kottmann
Claus Kottmann (* 26. Juni 1951 in Köln) ist ein niederländischer Filmarchitekt und Ausstatter bei Film und Fernsehen.

## Leben und Wirken
Der gebürtige Kölner erhielt seine Ausbildung in den 1970er Jahren und durfte bereits gegen Ende desselben Jahrzehnts als Requisiteur bei Rainer Werner Fassbinders auch international erfolgreichen Produktion Die Ehe der Maria Braun arbeiten. Auch bei Gerhard Polts satirischer Komödie Kehraus war Kottmann 1982 in dieser Funktion tätig. Abgesehen von einer vereinzelten Fernsehproduktion von 1980 war Kottmann erst ab Mitte der 1980er Jahre regelmäßig als Ausstatter bzw. Filmarchitekt und TV-Szenenbildner aktiv. 
Er gestaltete die ausstatterische Optik diverser Einzelproduktionen, darunter in den 1980er Jahren einige wenig gehaltvolle Lustspiele mit Mike Krüger und Thomas Gottschalk sowie, in den 90er Jahren mehrere Inszenierungen von Doris Dörrie und zu Beginn des neuen Jahrtausends Michael Herbigs gewaltige Kassen- und Publikumserfolge Der Schuh des Manitu und (T)Raumschiff Surprise – Periode 1. Vor allem aber ist Kottmann als Szenenbildner für eine Fülle von Fernsehserien wie Ein Haus in der Toscana, Nikola und Die Camper tätig gewesen, seit den 2000er Jahren konzentriert er sich überwiegend auf Krimireihen wie Tatort, Kommissar Stolberg, SOKO Köln und zuletzt die Stralsund-Krimis.

## Filmografie
als Ausstatter bzw. Chefarchitekt
- 1980: Laufen lernen
- 1984: Seitenstechen
- 1985: Die Einsteiger
- 1986: Die Schokoladen-Schnüffler
- 1986: Geld oder Leber!
- 1987: Der Joker
- 1987: Sentimental Journey
- 1988: Zärtliche Chaoten
- 1988: Bodo – Eine ganz normale Familie
- 1989: Gummibärchen küßt man nicht
- 1991: Der Castillo Coup
- 1991: Happy Birthday, Türke!
- 1993–1994: Ein Haus in der Toscana (TV-Serie)
- 1994: Keiner liebt mich
- 1995: Tödliches Leben
- 1996: Post Mortem – Der Nuttenmörder
- 1996: Die drei Mädels von der Tankstelle
- 1997: Bin ich schön?
- 1997–1998: Nikola (TV-Serie)
- 1999–2000: Die Camper
- 2000: Der Schuh des Manitu
- 2002: Harte Brötchen
- 2002: Tatort: Rückspiel
- 2002: Tatort: Schattenlos
- 2003: (T)Raumschiff Surprise – Periode 1
- 2003: Pura Vida Ibiza
- 2004: Das Zimmermädchen und der Millionär
- 2007: SOKO Rhein-Main (TV-Serie)
- 2008–2010: Lutter
- 2011: Die Tote ohne Alibi
- 2006–2013: Kommissar Stolberg
- 2012: Totenengel – Van Leeuwens zweiter Fall
- 2013: Mordshunger – Verbrechen und andere Delikatessen (TV-Serie)
- 2014: SOKO Köln (TV-Serie)
- 2015: Der weiße Äthiopier
- 2015: Helen Dorn (TV-Serie)
- 2016: Tatort: Hundstage
- 2015–2019: Stralsund (TV-Reihe)